# 지미 다이크스
제임스 조지프 다이크스(James Joseph Dykes, 1896년 11월 10일 ~ 1976년 6월 15일)는 미국의 전 프로 야구 선수이자 감독이다. 메이저 리그 베이스볼(MLB)에서 3루수와 2루수로 활약하였으며, 22시즌 동안 필라델피아 애슬레틱스와 시카고 화이트삭스에서 뛰었다.